# KF Lepenci Kačanik
KF Lepenci Kačanik (alb. Klubi Futbollistik Lepenci, serb. cyr. Фудбалски клуб Лепенац) – kosowski klub piłkarski, mający siedzibę w mieście Kačanik, w południowej części kraju, grający od sezonu 2014/15 w Liga e Dytë.

## Historia
Chronologia nazw:
- 1945: KF Lepenci

Klub piłkarski Lepenci został założony w miejscowości Kačanik w 1945 roku. Swoją nazwę otrzymał od miejscowej rzeki Lepenac (alb. Lepenci). W 1955 roku zespół brał udział w rozgrywkach kwalifikacyjnych Regionalnej Ligi Prisztina, a potem przeważnie grał w elicie piłkarskiej Kosowa.
Narastający konflikt etniczny doprowadził ostatecznie do wybuchu wojny domowej w Kosowie w latach 1998–1999. W rezultacie bombardowania Kosowo znalazło się pod tymczasowym zarządem ONZ. Kosowskie kluby wycofały się z mistrzostw Jugosławii i od sezonu 1999/2000 najlepsze zespoły występowały w Superlidze Kosowa. KF Lepenci startował w grupie B Liga e Parë. Kraj znajdował się pod kontrolą ONZ. W sezonie 2001/02 zespół zajął 10.miejsce w grupie B Liga e Parë. W kolejnych sezonach był 11-tym i trzecim w grupie B. Od sezonu 2004/05 rozgrywki toczyły się w jednolitej lidze, w której zespół został sklasyfikowany na 10.pozycji. 17 lutego 2008 roku proklamowano niepodległość Kosowa. W sezonie 2007/08 klub zajął 7.miejsce w Liga e Parë. Dopiero w sezonie 2010/11 zajął trzecią lokatę i uzyskał promocję do Superligi. Debiut w najwyższej lidze był nieudanym, po zajęciu 10.pozycji w sezonie 2011/12 spadł z powrotem do drugiej ligi. Po trzech latach w 2015 został zdegradowany do Liga e Dytë (D3). W sezonie 2015/16 zajął drugie miejsce w grupie B Liga e Dytë, ale potem w barażach o awans przegrał w rzutach karnych z 13.drużyną Liga e Parë.

## Barwy klubowe, strój
|  |  |

Klub ma barwy czerwono-czarne. Zawodnicy domowe spotkania zazwyczaj grają w czerwonych koszulkach, czarnych spodenkach oraz czerwonych getrach.

## Sukcesy

### Trofea międzynarodowe
Nie uczestniczył w rozgrywkach europejskich (stan na 31-05-2020).

### Trofea krajowe
| \| \| Zdobyte trofea w rozgrywkach Kosowa (stan na: 31-08-2020) \| |                                                           |      |                                    |
| Rozgrywki                                                          | Osiągnięcie                                               | Razy | Sezon(y)                           |
| Mistrzostwo                                                        | I miejsce                                                 | 0    |                                    |
| Mistrzostwo                                                        | II miejsce                                                | 0    |                                    |
| Mistrzostwo                                                        | III miejsce                                               | 0    |                                    |
| Mistrzostwo                                                        | 10.miejsce                                                | 1    | 2011/12                            |
| Puchar                                                             | zdobywca                                                  | 0    |                                    |
| Puchar                                                             | finalista                                                 | 0    |                                    |
| Puchar                                                             | 1/8 finału                                                | 4    | 2003/04, 2006/07, 2010/11, 2011/12 |
| II liga                                                            | I miejsce                                                 | 0    |                                    |
| II liga                                                            | II miejsce                                                | 0    |                                    |
| II liga                                                            | III miejsce                                               | 1    | 2010/11                            |
| Kosowo                                                             | Zdobyte trofea w rozgrywkach Kosowa (stan na: 31-08-2020) |      |                                    |

- Liga e Dytë (D3):
  - wicemistrz (1x): 2015/16 (gr.B), 2016/17 (gr.B)

## Struktura klubu

### Stadion
Klub piłkarski rozgrywa swoje mecze domowe na stadionie im. Besnik Begunca w Kačanik o pojemności 8000 widzów.